# شکلات تلخ

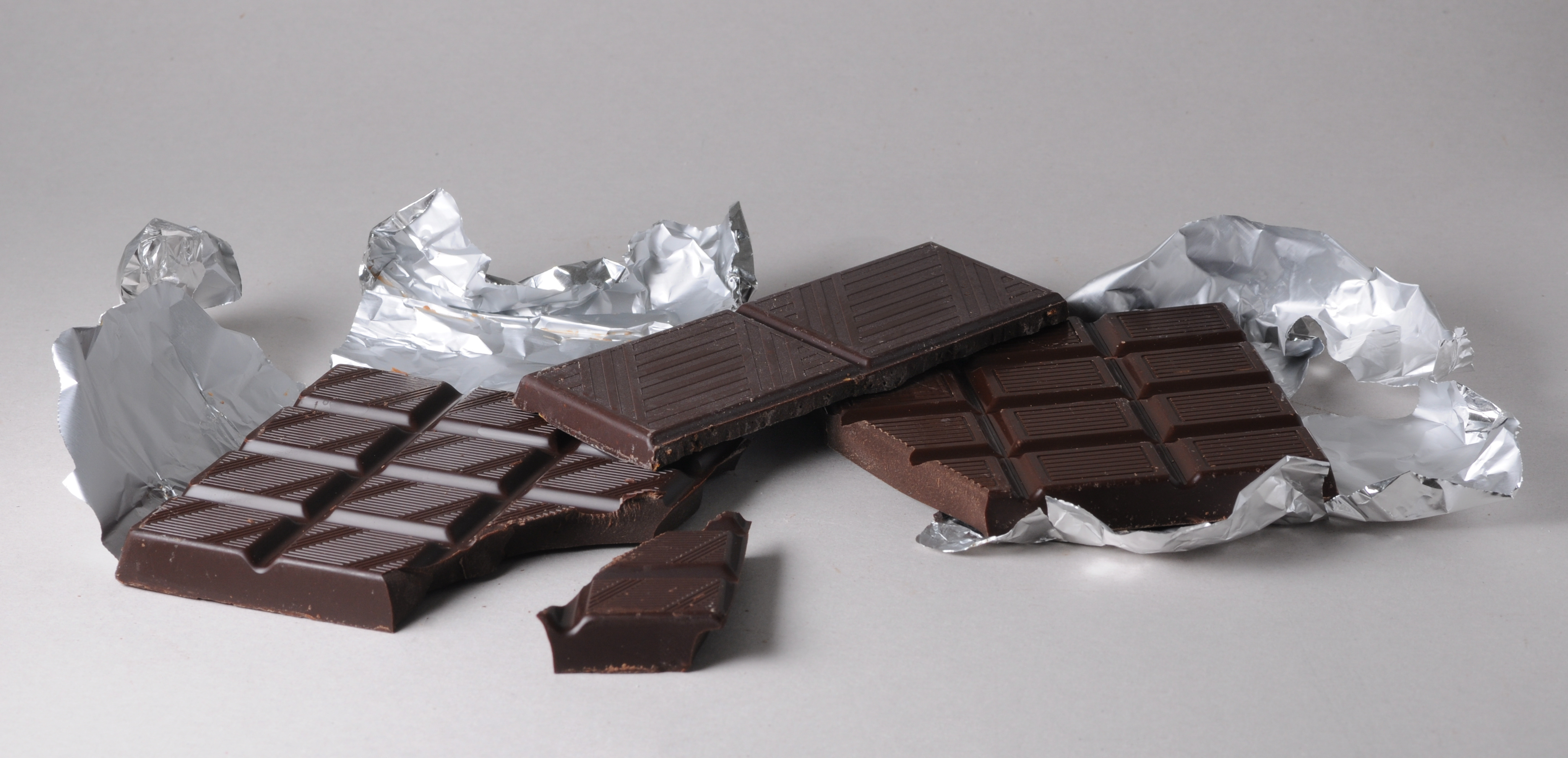
شکلات تلخ سوئیسی

شکلات تلخ (همچنین شناخته شده با عنوان شکلات سیاه یا شکلات تخته‌ای)، نوعی از شکلات است؛ که دارای درصد بالاتری از دانه‌های کاکائو و کره کاکائو نسبت به شکلات شیری است و جزء محصولات چاق‌کننده محسوب نمی‌شود. استانداردهایی که کشورهای مختلف و کارخانه‌های تولیدکننده در آن استفاده می‌کنند در کشورهای مختلف متفاوت است.
شکلات تلخ حاوی آنتی‌اکسیدان‌هایی از جمله پلی فنول می‌باشد و نسبتاً کم شکر است، مخصوصاً هرچقدر درصد کاکائو آن بیشتر باشد. از شکلات تلخ به عنوان یک شکلات سالم نام می‌برند و عوارضی که شکلات‌های شیری یا قندی دارند را ندارد. از شکلات تلخ به عنوان یک ابرغذا نیز نام برده می‌شود. این خصوصیات مثبت باعث شده‌است تا مصرف این شکلات در سرتاسر دنیا بسیار افزایش یابد و علاقه‌مندان و متقاضیان زیادی پیدا کند.

## فواید شکلات تلخ
بیشتر شکلات‌های تلخی که دارای بالای ۷۰ درصد کاکائو هستند، دارای مواد شیمیایی هستند که رابطه مستقیمی با افزایش کیفیت سلول‌های بدن دارند و در مقابله با بسیاری از بیماری‌ها مثل سرطان و بیماری‌های قلبی نقش مؤثری ایفا می‌کنند. در شکلات تلخ که دارای کاکائو با درصد بالا است و همچنین محصولات دیگری که دارای کاکائو می‌باشند، مواد آنتی‌اکسیدانی بنام فلورنتینو موجود هستند که بیشتر با نام‌های اپی‌کاتچین و کاتچین شناخته شده هستند.
هنگامی که کاکائو به مقدار بالا مصرف می‌شود، شواهد نشان می‌دهد که فلونوول‌های موجود در کاکائو باعث کاهش فشار خون و کلسترول، افزایش قدرت ادراک مغز، و همچنین باعث کاهش ریسک مبتلا شدن به دیابت می‌شود.
رژیمهای غذایی که حاوی آنتی‌اکسیدان‌های بالا هستند مثل کاکائو، میوه‌جات، سبزیجات باعث افزایش سلامتی انسان‌ها می‌شوند. این رژیمها همچنین باعث کاهش و به تأخیر انداختن بیماری‌هایی مانند بیماری‌های قلبی و عروقی و دیابت و برخی سرطانها و اختلالات مربوط به افزایش سن نیز می‌شوند.
خوب است بدانید که توصیه می‌شود شکلات تلخ را به طور معمول در صبح‌ها میل کنید. زیرا این شکلات به علت وجود کاکائو زیاد، سرشار از آنتی اکسیدان و مواد معدنی است و این موضوع باعث می‌شود تا صبح خود را با انرژی بیشتری شروع کنید. همچنین شکلات تلخ علاوه بر اینکه برای قلب بسیار مفید است، از پوست شما در برابر اشعه‌های مضر فرا بنفش خورشید نیز محافظت می‌کند. این شکلات باعث کاهش استرس می‌شود و به شما کمک می‌کند تا میل شما به خوراکی‌های شیرین کم شود و احساس سیری کنید. 
شکلات تلخ علاوه بر کاهش استرس  میتواند در مدیریت فشارخون ، ارتقا سلامت قلب و عروق و کاهش کلسترول موثرواقع شود شکلات تلخ حاوی مواد مغذی زیادی است که برای بدن مفید است.خوردن مقداری شکلات در روز به جای سایر مواد غذایی پرکالری و بدون ارزش غذایی توصیه می‌شود 

سه اثر مهم مصرف شکلات برای بدن شامل موارد زیر است:

فشار خون پایین: مصرف کاکائو و شکلات تیره منجر به افزایش اکسید نیتریک می‌شود. اکسید نیتریک یک ماده شیمیایی است که به طور طبیعی در بدن ما وجود دارد و بر روی گیرنده‌های کوچک در رگ‌های خونی تاثیر گذاشته و باعث اتساع عروق می‌شود. این فرایند کاهش فشار خون را به همراه دارد. فشار خون بالا در عوض با بسیاری از بیماری‌های قلبی از جمله نارسایی قلبی، فیبریلاسیون دهلیزی، و آترواسکلروز در ارتباط است. فشار خون بالا همچنین منجر به زوال شناختی، زوال عقل و سکته مغزی می‌شود.
بهبود سلامت عروق کرونر: تحقیقات نشان داده فلاونوئید‌ها منجر به پیشگیری از سفتی شریان‌ها و پدیده چسبندگی گلبول‌های سفید خون به دیواره عروق می‌شوند. به گفته دانشمندان، خوردن روزانه یک قطعه شکلات تلخ لازم است و حتی می‌توان به عنوان یک دارو از آن استفاده کرد.
کاهش کلسترول: افراد مبتلا به کلسترول بالا با خطر افزایش ال دی ال یا لیپوپروتئین با چگالی کم مواجه هستند و خطر ابتلا به بیماری‌های قلبی به ویژه آترواسکلروز و حمله قلبی کرونر در آن‌ها بیشتر است. فلاوانول موجود در شکلات تیره منجر به کاهش جذب کلسترول در مسیر دستگاه گوارش و همچنین سنتز کلسترول ال دی ال می‌شود. مصرف این شکلات با افزایش لیپوپروتئین با چگالی بالا یا اچ دی ال نیز در ارتباط است؛ یعنی کلسترولی که منجر به محافظت در برابر بیماری‌های قلبی می‌شود.

## نگارخانه

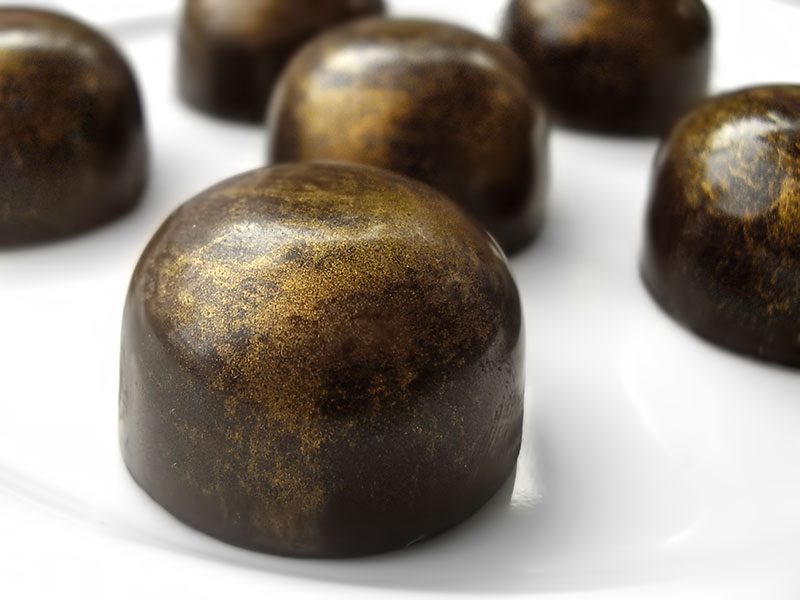
شکلات تلخ لیمویی
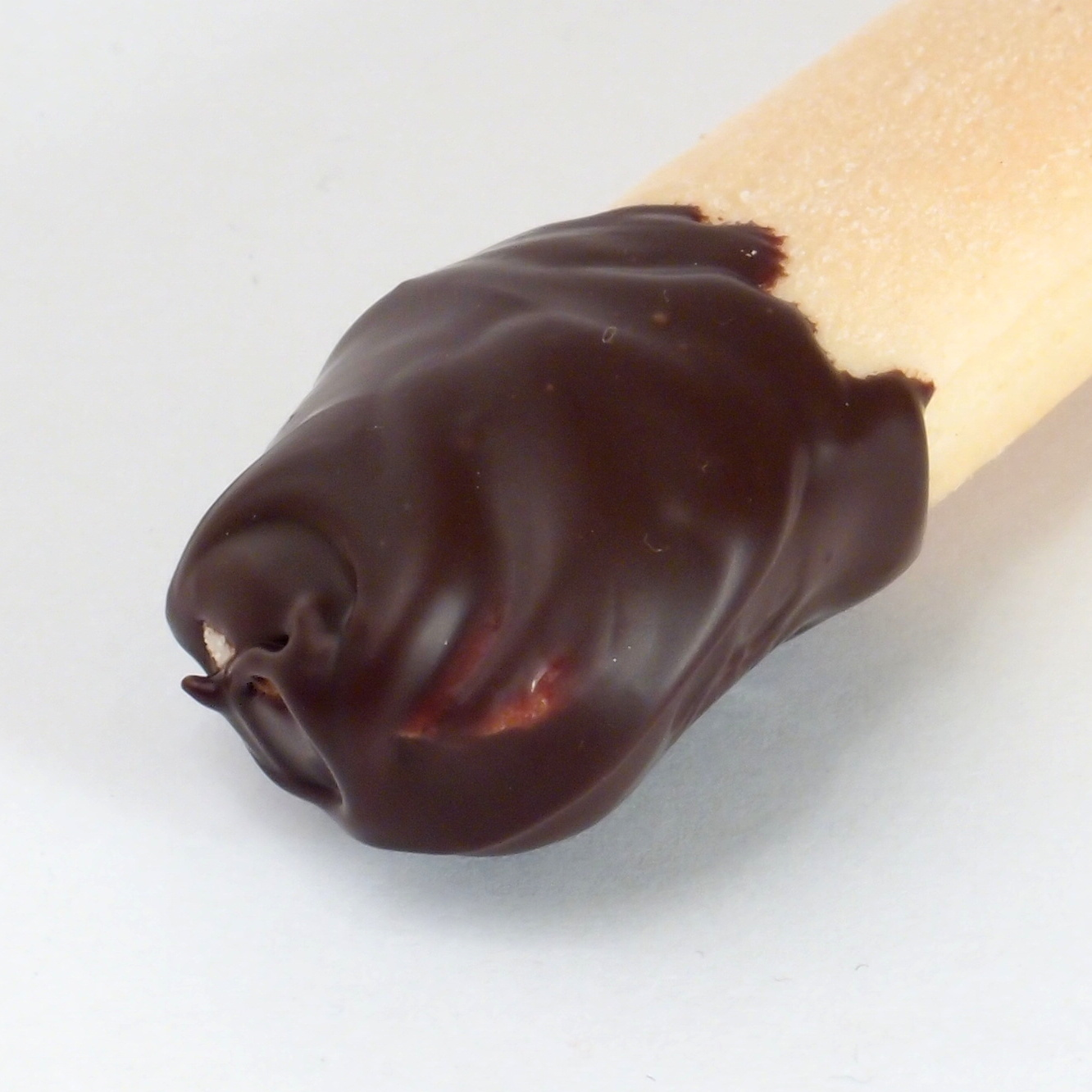
شکلات تلخ با بیسکوییت
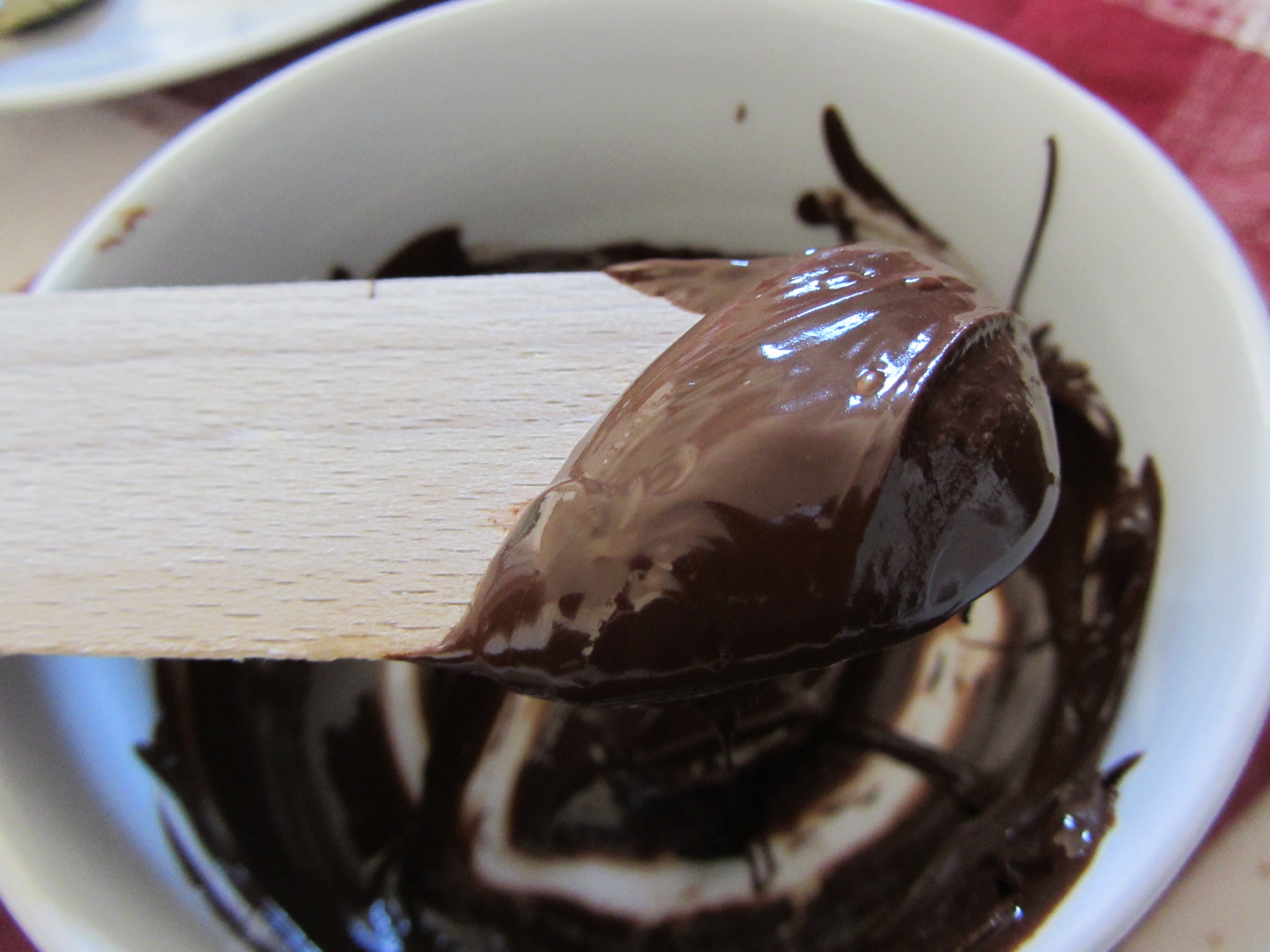
شکلات تلخ مایع